# اتل ویلز
اتل ویلز (انگلیسی: Ethel Wales؛ ‏ ۴ آوریل ۱۸۷۸ – ۱۵ فوریهٔ ۱۹۵۲) بازیگر اهل ایالات متحده آمریکا بود. وی بین سال‌های ۱۹۲۰ تا ۱۹۵۰ میلادی فعالیت می‌کرد.
از فیلم‌هایی که وی در آن نقش داشته‌است، می‌توان به جنایت بی‌نقص، تاکسی ۱۳، مهمان سیزدهم، واگن سرپوشیده، زن، شکوفه در غبار، امشب عاشقم باش، قتل شبه‌عمد، تام سایر، مه، شب بانوان در حمام، حادثه، داستان یک زن و گلادیاتور اشاره کرد.